# Arenga pinnata
La palmera del azúcar (Arenga pinnata (Wurmb) Merr.), conocida como kaóng o palma de kaóng en el español filipino, es una especie perteneciente a la familia de las palmeras (Arecaceae).

## Distribución y hábitat
Es nativa de Asia tropical, desde el este de la India al este de Malasia, Indonesia y Filipinas.

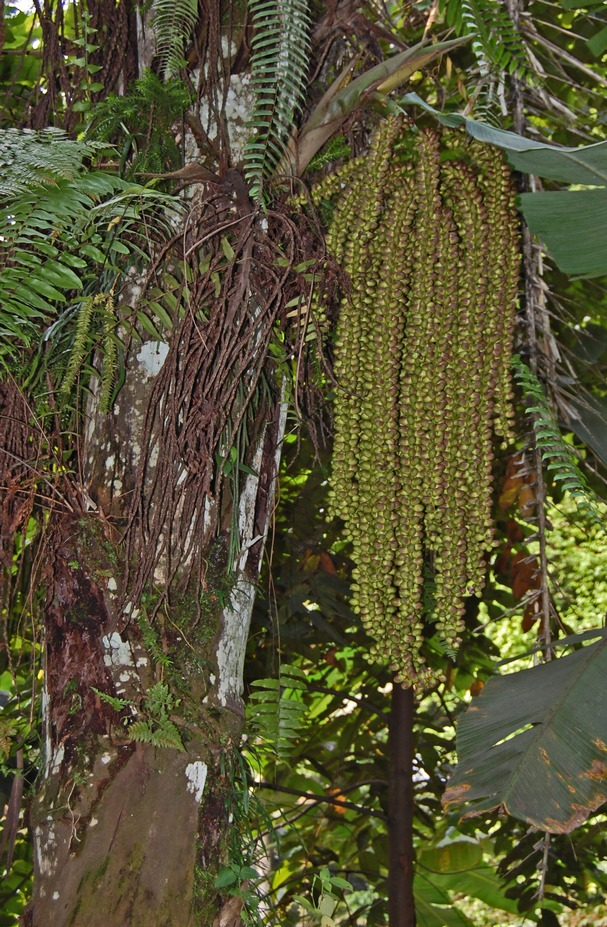
Inflorescencia femenina.

## Descripción
Es una palma de tamaño mediano que alcanza los 20 m de altura, con el tronco cubierto por  viejas hojas. Las hojas tienen 6-12 m de largo y 1,5 m de ancho, son pinnadas, con las pinnas en  1-6 filas de 40-70 cm de largo y 5 cm de ancho.  El fruto es sub-globoso de 7 cm de diámetro,de color verde y en su maduración cambia a negro.
No se trata de una especie amenazada, aunque es poco frecuente a nivel local en algunas partes de su área de distribución. Sirve como una parte importante de la dieta de varias especies en peligro de extinción, incluidas las ratas nube del género Phloeomys.

## Utilización
La savia es cosechada para uso comercial en el sureste de Asia, produciendo un azúcar conocido en la India como Gur, y también es fermentada en vinagre y el vino.  La fruta también se utiliza, aunque se debe preparar antes de su consumo, porque el jugo y la pulpa es cáustico. Este cultivo puede convertirse en uno de los principales recursos de los biocarburantes (etanol). 

## Taxonomía
Arenga pinnata fue descrito por (Wurmb) Merr. y publicado en An Interpretation of Rumphius's Herbarium Amboinense 119. 1917.
Etimología
Arenga: nombre genérico que deriva de aren, nombre común en la Isla de Java para la palma Arenga pinnata. (J. Dransfield, N. Uhl, C. Asmussen, W.J. Baker, M. Harley and C. Lewis. 2008)
pinnata: epíteto latino que significa "pinnada".
Sinonimia
- Arenga gamuto Merr.
- Arenga griffithii Seem. ex H.Wendl.
- Arenga saccharifera  Labill. ex DC.
- Borassus gomutus  Lour.
- Caryota onusta  Blanco
- Gomutus rumphii  Corrêa
- Gomutus saccharifer  (Labill. ex DC.) Spreng.
- Gomutus vulgaris Oken
- Saguerus gamuto Houtt.
- Saguerus pinnatus Wurmb
- Saguerus rumphii  (Corrêa) Roxb. ex Ainslie
- Saguerus saccharifer  (Labill. ex DC.) Blume
- Sagus gomutus  (Lour.) Perr.[6][7]

## Nombres comunes
- barú de Filipinas, cabo de negro de Filipinas, cavón de Filipinas.[8]